# Sing (chanson d'Annie Lennox)
Pour les articles homonymes, voir Sing.
 (mai 2021).
La mise en forme du texte ne suit pas les recommandations de Wikipédia : il faut le « wikifier ».
Les points d'amélioration suivants sont les cas les plus fréquents :
- Les titres sont pré-formatés par le logiciel. Ils ne sont ni en capitales, ni en gras.
- Le texte ne doit pas être écrit en capitales (les noms de famille non plus), ni en gras, ni en italique, ni en « petit »…
- Le gras n'est utilisé que pour surligner le titre de l'article dans l'introduction, une seule fois.
- L'italique est rarement utilisé : mots en langue étrangère, titres d'œuvres, noms de bateaux, etc.
- Les citations ne sont pas en italique mais en corps de texte normal. Elles sont entourées par des guillemets français : « et ».
- Les listes à puces sont à éviter, des paragraphes rédigés étant largement préférés. Les tableaux sont à réserver à la présentation de données structurées (résultats, etc.).
- Les appels de note de bas de page (petits chiffres en exposant, introduits par l'outil «  Source ») sont à placer entre la fin de phrase et le point final[comme ça].
- Les liens internes (vers d'autres articles de Wikipédia) sont à choisir avec parcimonie. Créez des liens vers des articles approfondissant le sujet. Les termes génériques sans rapport avec le sujet sont à éviter, ainsi que les répétitions de liens vers un même terme.
- Les liens externes sont à placer uniquement dans une section « Liens externes », à la fin de l'article. Ces liens sont à choisir avec parcimonie suivant les règles définies. Si un lien sert de source à l'article, son insertion dans le texte est à faire par les notes de bas de page.
- La présentation des références doit suivre les conventions bibliographiques. Il est recommandé d'utiliser les modèles {{Ouvrage}}, {{Chapitre}}, {{Article}}, {{Lien web}} et/ou {{Bibliographie}}. Le mode d'édition visuel peut mettre en forme automatiquement les références.
- Insérer une infobox (cadre d'informations à droite) n'est pas obligatoire pour parachever la mise en page.

Pour une aide détaillée, merci de consulter Aide:Wikification.
Si vous pensez que ces points ont été résolus, vous pouvez retirer ce bandeau et améliorer la mise en forme d'un autre article.
Singles de Annie Lennox feat. Various artists
Dark Road
(2007) Shining Light
(2009)
Pistes de Songs of Mass Destruction
Coloured Bedspread
(8) Big Sky
(10)
Sing est une chanson de l'artiste écossaise Annie Lennox et issu de son quatrième album solo, Songs of Mass Destruction. La chanson sort en tant que deuxième single de l'album le 1er décembre 2007 sous le label RCA Records. Lennox trouve l'inspiration après avoir vu l'activiste sud-africain Zackie Achmat au concert 46664 organisé par Nelson Mandela sur le VIH / SIDA. Avec Sing, la chanteuse souhaite faire le morceau une source d'autonomisation pour les gens qui n'ont pas leur voix. La chanson donne également lieu à la campagne SING visant à collecter des fonds et à sensibiliser aux problèmes liés au VIH / SIDA. Le titre est produit par Glen Ballard et utilise l'air sud-africain Jikelele donné à Lennox par le groupe d'activistes The Generics.
Annie Lennox décide d'inviter d'autres musiciennes et chanteuses à travailler sur le morceau. Finalement, 23 chanteuses participent au projet. Ces dernières sont invitées à interpréter différents passages du refrain de la chanson dont l'artiste américaine Madonna qui chante également le second couplet. Sing est en parallèle accompagné d'un certain nombre de remixes le jour de sa sortie. Un clip vidéo est également produit afin de promouvoir le single. Lennox interprète également la chanson à travers les États-Unis dans le cadre de sa campagne SING. La presse remarque la nature stimulante et anthémique de la piste, rappelant le travail précédent de Lennox. Sing fait une apparition dans le UK Singles Chart et dans les classements américains US Adult Contemporary et Dance Club Songs.

## Contexte et genèse

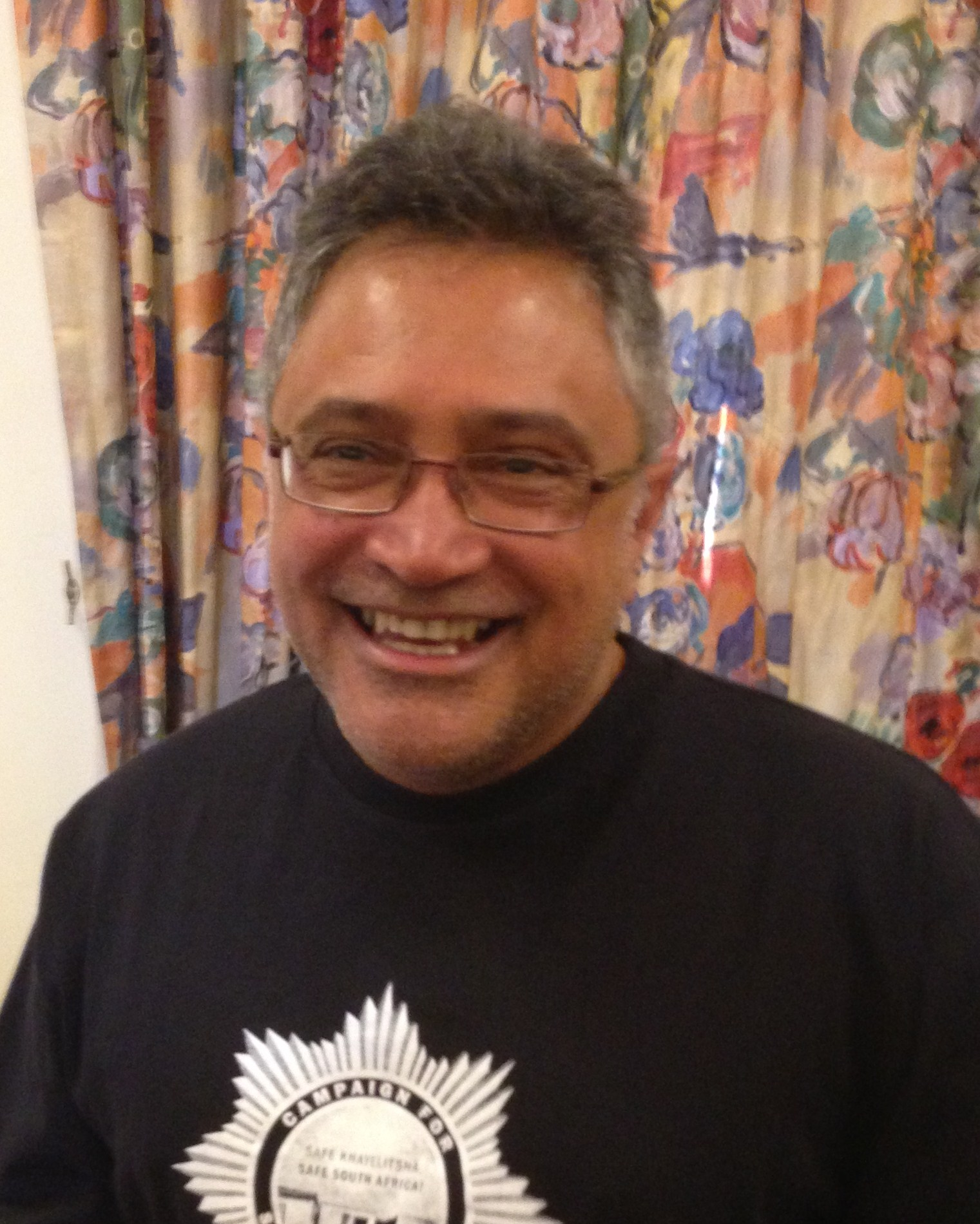
Le militant Zackie Achmat est la principale source d'inspiration de la chanson.

En 2003, la chanteuse et compositrice Annie Lennox assiste à une cérémonie organisée par l'ancien président sud-africain Nelson Mandela pour la campagne 46664 contre le VIH / SIDA. Là, elle est surprise de voir un homme portant un t-shirt noir avec le message « I am HIV positive » (« Je suis séropositif ») écrit en majuscules. Elle trouve qu'il s'agit alors d'une déclaration audacieuse et cherche ainsi à savoir qui est cet homme. Il s'est avéré qu'il s'agissait de Zackie Achmat, un activiste sud-africain, réalisateur et cofondateur de la Treatment Action Campaign (TAC). Bien que la chanteuse soit associée à la campagne 46664, être présentée à Achmat lui donne l'occasion de faire plus pour la campagne et le projet. Lennox explique à BBC News :

« Nous avons besoin de gens comme [Achmat], il livre la bataille. [...] Il a refusé de prendre son médicament antirétroviral tant que ce dernier ne sera pas rendu abordable et accessible à tous - une chose extrêmement courageuse à faire. [...] Avant cela, j'étais frustrée parce que je voulais être plus utile. Je pense simplement que la TAC le fait là où il le faut. Elle avait vraiment besoin d’être soutenue, et je me suis dit que je serais peut-être bien placée pour le faire. »

Lennox est enfin inspiré pour développer Sing en se basant sur l'activisme d'Achmat au nom des personnes affectées par le VIH et le SIDA. Un groupe d'activistes appelé The Generics lui donne un CD de musique, et Lennox combine son inspiration et l'une des chansons du CD pour composer Sing. C'est finalement devenu une collaboration entre Lennox et 23 chanteuses importantes. La chanson est par la suite incluse sur le quatrième album studio solo de Lennox, Songs of Mass Destruction (2007). Sing sort en tant que second single de l'album via téléchargement numérique le 1er décembre 2007.
Par la suite, Lennox développe la campagne SING qui vise à collecter des fonds et à sensibiliser aux problèmes liés au VIH / SIDA, notamment chez les femmes et les enfants en Afrique du Sud, au Malawi et au Royaume-Uni. Citant le discours de Mandela dans lequel il déclare : « Utilisons le langage universel de la musique, pour chanter notre message à travers le monde », Lennox désire que Sing soit un « hymne qui puisse être utilisé comme symbole d'unité et d'autonomisation », et qu'il puisse aider à « diffuser le message dans le monde ».« Parce que l’incidence du VIH / SIDA est à la hausse pour les femmes, en particulier lors de la pandémie sur tout le continent africain, j’ai pensé que je pourrais peut-être être utile en écrivant une chanson et en donnant du pouvoir à ces femmes qui n’ont pas de voix internationale. » précise-t'elle.

## Enregistrement et composition
Sing intègre la chanson des activistes sud-africain Jikelele, qui se traduit du zoulou par « traitement global ». Écrite et interprétée par The Generics, Jikelele appelle à la mise en œuvre du programme prévention de la transmission de mère à enfant (PTME) à travers l'Afrique du Sud. Après l'avoir écrit, Lennox décide de demander à d'autres artistes de renom de contribuer vocalement à la chanson. La chanteuse écossaise écrit alors une lettre générique à beaucoup et attend une réponse. Bien que certains n'étaient pas disponibles, beaucoup d'artistes répondent par l'affirmative, et finalement 23 chanteurs ont été enrôlés.
Sing présente le chant principal de Lennox et de la chanteuse américaine Madonna, cette dernière chante en solo sur le deuxième couplet. En dehors d'eux, le line-up est composé de : Anastacia, Isobel Campbell, Dido, Céline Dion, Melissa Etheridge, Fergie, Beth Gibbons, Faith Hill, Angélique Kidjo, Beverley Knight, Gladys Knight, kd lang, Sarah McLachlan, Beth Orton, Pink, Bonnie Raitt, Shakira, Shingai Shoniwa, Joss Stone, Sugababes, KT Tunstall et Martha Wainwright. Puisque accueillir tous les chanteurs aurait posé un défi de planification, Lennox leur a demandé de contribuer au chant sur le refrain de la chanson. Quand elle reçoit la piste vocale enregistrée par Madonna, Lennox constate que la chanteuse américaine avait non seulement chanté le refrain, mais aussi contribué en interprétant le deuxième couplet. Elle "a été vraiment touchée - car Madonna est très rigoureuse dans ce dans quoi elle s'implique et pour qu'elle fasse ça pour moi, j'étais ravie". Lennox admet également que la contribution de Madonna devrait attirer un plus grand public pour la chanson, aidant ainsi la cause. Le refrain consiste en un "message stimulant" avec le groupe de chanteurs qui entonnent la phrase "Chante ma sœur Chante! / Faites entendre votre voix "tout en interpolant" Jikelele entre les deux. D'autre part, pour Jon Pareles du New York Times, le vamp de piano joué dans la chanson rappelle le single de Marvin Gaye sorti en 1968 I Heard It Through the Grapevine,.

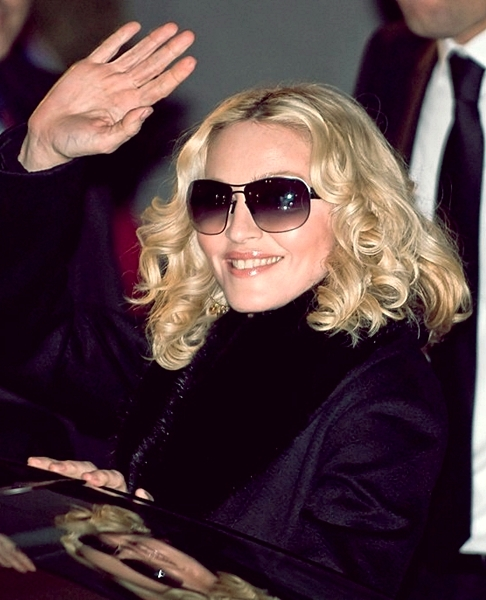
En plus du refrain, Madonna interprète le deuxième couplet de la chanson.

Dans une interview pour le magazine Performing Songwriter, le producteur Glen Ballard rappel qu'il avait terminé l'enregistrement des artistes en vedette dans divers endroits, en dirigeant les sessions via le réseau numérique à services intégrés (RNIS): "Shakira à Puerto Rico, Pink à Zurich, Madonna in Londres, etc. ". Lennox contacte le musicien indien britannique Nitin Sawhney pour travailler sur une version alternative de la chanson. Son site officiel annonce également la sortie de remixes spéciaux du titre le 1er décembre 2007, avec des contributions de Moto Blanco, Dean Coleman et Harry "Choo Choo" Romero entre autres.

## Accueil de la presse
Thom Jurek du site AllMusic décrit Sing comme un « énorme hymne féministe avec un crochet de tueur, un grand refrain soul / gospel et un rythme qui, une fois dans la peau, sera difficile à expulser ». Pour Sarah Rodman du Boston Globe, Sing est une forme de suite au titre Sisters Are Doin' It for Themselves d'Eurythmics sorti en 1985, expliquant que Lennox porte les messages d'« optimisme » et d'« autonomisation » comme elle le faisait dans le passé. Après écoute de l'album Songs of Mass Destruction, Liz Hoggard du quotidien The Guardian qualifie la chanson de « clou du spectacle » et la collaboration avec les 23 artistes d'« incandescente ». De façon similaire, Chris Jones de BBC News qui estime que Sing « surmonte facilement son programme de poids pour prendre vie sous forme d'une grande chanson à part entière ». De plus, Anthony DeCurtis du magazine Rolling Stone déclare : « Que la chanson ne s'effondre pas sous ses bonnes intentions est un hommage à son solide travail dans la pop ».
Pour Stephen Errity de la revue Hot Press, Sing est le « magnum opus » de l'album, ainsi qu'un retour aux torch songs pour Lennox. Il décrit la chanson comme une version féministe de Feed the World par Band Aid, mais estime que, comme attendu, le message « envahit » quelque peu la composition « teintée de gospel ». De même, Sal Cinquemani de Slant Magazine remarque l'orientation féministe de la chanson et explique par ailleurs que, nonobstant le message préventif, elle « fonctionne intelligemment davantage comme un hymne au spectre large de sœurs-qui-le-font-pour-elles-mêmes », tout en pensant qu'elle aurait été mieux adaptée que Songs of Mass Destruction comme chanson titre de l'album.

## Accueil commercial et promotion
Sing reçoit un faible écho commercial. Au Royaume-Uni, le titre fait une apparition en dessous du top 100 du classement single de l'Official Charts Company à la 161e place la semaine du 29 mars 2008, et en Russie le remix de Dean Coleman atteint la 129e place. Aux États-Unis, il est entré dans les comptes Adult Contemporary et Dance Club Songs : dans le premier aussi a passé sept jours au total à la vingt-neuvième place, alors que dans la seconde il a eu de meilleurs résultats que les précédents, puisqu'il a réussi à se placer en dix-huitième position et a passé en général quatorze semaines. Pour la promotion du single filmé un clip vidéo réalisé par Nick Fletcher et monté par Scott Mele, Lennox et Roger Widynowski. Le clip sort le 15 novembre 2007 de manière exclusive au site Web de MSN pendant sept jours. Le 29 novembre 2007, il totalise plusieurs milliers de vue. Lennox fait une tournée à travers les États-Unis pour promouvoir la campagne SING et y interprète de ce fait la chanson.

## Versions
| 1. | Sing                       | 4:21 |
| 2. | Sing (Nitin Sawhney remix) | 4:49 |

| 1. | Sing                       | 4:21 |
| 2. | Sing (Nitin Sawhney remix) | 4:49 |
| 3. | Why                        | 4:53 |

| 1. | Sing                                         | 4:21 |
| 2. | Sing (Nitin Sawhney remix)                   | 4:49 |
| 3. | Sing (Dean Coleman Silent Sound vocal remix) | 6:55 |
| 4. | Sing (Harry "Choo Choo" Romero club remix)   | 8:29 |

| 1. | Sing                                         | 4:21 |
| 2. | Sing (Harry "Choo Choo" Romero remix edit)   | 8:29 |
| 3. | Sing (Dean Coleman Silent Sound vocal remix) | 6:55 |
| 4. | Sing (Moto Blanco Club radio remix)          | 8:35 |

| 1. | Sing (Dean Coleman Silent Sound radio edit)   | 4:20 |
| 2. | Sing (Moto Blanco radio remix)                | 3:33 |
| 3. | Sing (Harry "Choo Choo" Romero radio mix)     | 3:59 |
| 4. | Sing (Harry "Choo Choo" Romero HCCR mix show) | 5:30 |
| 5. | Sing (Moto Blanco Club remix)                 | 8:35 |
| 6. | Sing (Moto Blanco dub)                        | 8:26 |
| 7. | Sing (Dean Coleman Silent Sound vocal remix)  | 6:54 |
| 8. | Sing (Harry "Choo Choo" Romero club mix)      | 8:26 |

## Crédits et personnel
- Écriture – Annie Lennox
- Production - Glen Ballard
- Production additionnelle - Mike Stevens
- Interprétation additionnelle - The Generic (depuis l'album Jikelele)
- Arrangement - Mike Stevens
- Mixage - Tom Lord-Alge
- Photographie – Nick Fletcher
- Design - Allan Martin
- Management – Simon Fuller, 19 Management

Crédits issus du single CD-Maxi import américain.

## Classements
| Classement (2008)               | Meilleure position |
| ------------------------------- | ------------------ |
| États-Unis (Adult Contemporary) | 29                 |
| États-Unis (Dance Club Songs)   | 18                 |
| Royaume-Uni (UK Singles Chart)  | 161                |

## Compléments